# Prieuré de La Roche-Morey
Le prieuré de La Roche-Morey est un prieuré situé à La Roche-Morey, en France.

## Localisation
Le prieuré est situé sur la commune de La Roche-Morey, dans le département français de la Haute-Saône.

## Historique
Prieuré conventuel fondé en 1657 par Claude François Lulier, président du Parlement de Dôle, pour accueillir des religieux bénédictins réformés de la Congrégation de Saint-Vanne et Saint-Hydulphe.
L'église seule fut détruite après la vente du monastère comme bien national en 1791.
Les bâtiments, rachetés en 1843 par les Filles du Coeur-Immaculé de Marie de Saint-Loup, abritèrent pendant plus de 130 ans un pensionnat de jeunes filles.
L'édifice est inscrit au titre des monuments historiques en 1966.